# 艾斯伯格·斯利姆
艾斯伯格·斯利姆（1918年8月4日– 1992年4月28日 ）原本是美国的一位性行业操控者，后来成为一名作家。他於1967年出版回忆录《皮条客：我的一生的故事》（Pimp: The Story of My Life）。截至1973年，该书已重印19次，销量近200万册。